# Fiumarella
A Fiumarella egy folyó Olaszországban. A Lukániai-Appenninekből ered a Colle Sedonio és Colle Ienale lejtőiről. Civitanova del Sannio mellett a Trigno folyóba ömlik.